# 스즈키 쇼타 (1993년)
스즈키 쇼타(일본어: 鈴木 翔大, 1993년 4월 3일~)는 일본의 축구 선수이다.

## 구단 경력
그는 2016년 일본 풋볼 리그의 소니 센다이 FC에 입단했고, 4년동안 팀에서 뛰었다. 2020년 이와키 FC로 이적했다. 2021년 일본 풋볼 리그 우승으로 J3리그로 승격했다. 2022년까지 76경기에 출전하여, 20득점을 넣었다. 2023년 가고시마 유나이티드 FC로 이적했다. 2023년 J3리그 준우승으로 J2리그로 승격했다. 2025년 블라우블리츠 아키타로 이적했다.